# 出雲平野
出雲平野（いずもへいや）は島根県東部にある平野で、出雲市がある。島根半島の近くにあり、簸川平野（ひかわへいや）とも言う。

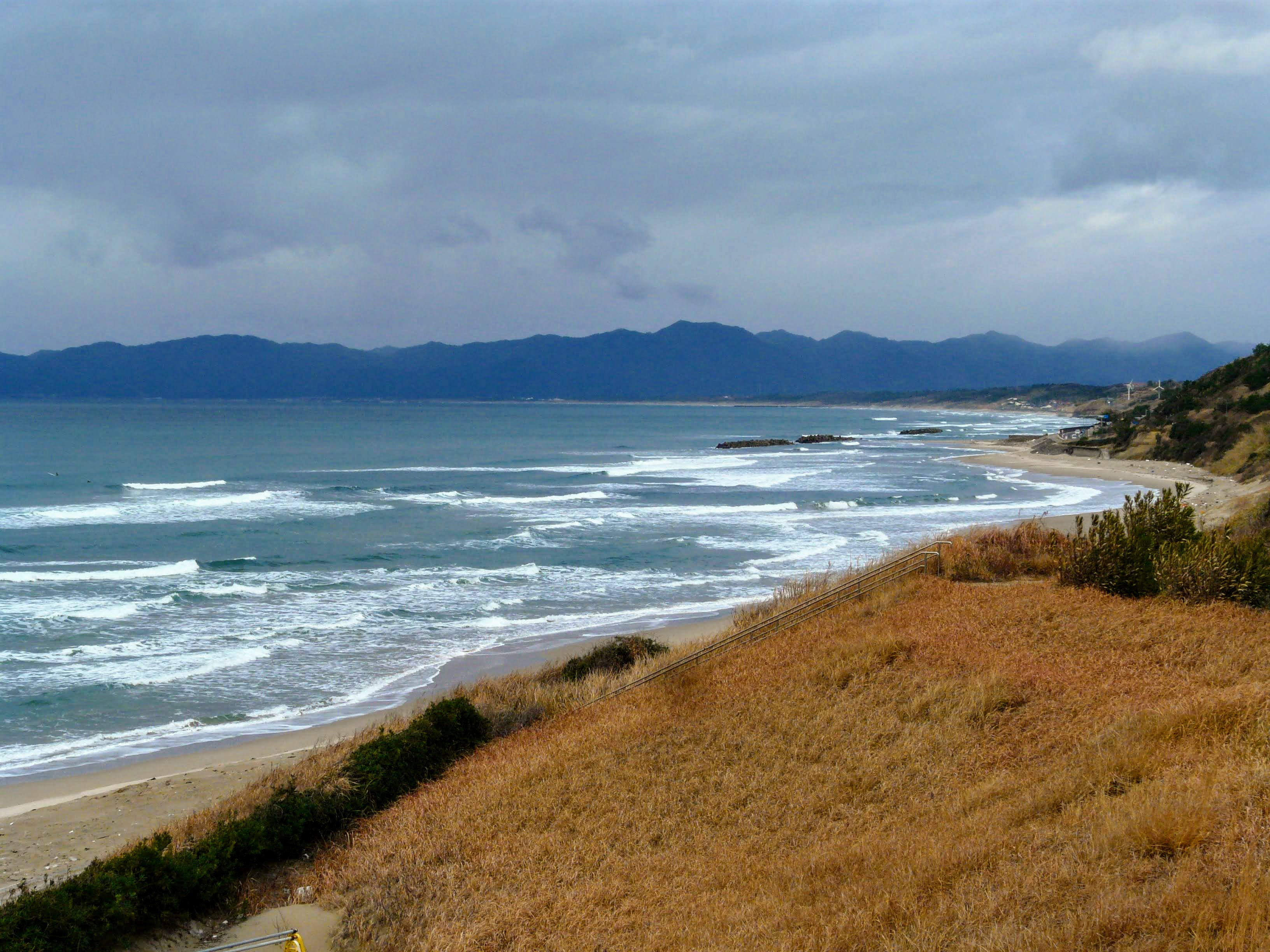
道の駅キララ多伎から見た出雲平野に面する大社湾と海岸線

## 概要
山陰地方では最大級の沖積平野で、東西約20km，南北約5kmの広がりを持つ。稲作を中心に農業が盛んで、山陰屈指の穀倉地帯である。海岸に近い砂丘地帯では、ブドウの栽培も盛ん。また、出雲市は、島根県では松江市に次ぐ人口集中地である。
出雲平野は、南部は中国山地北縁の丘陵地と、それと平行して北部に、東西に延びる島根半島の間の低地に発達する平野で、その東には宍道湖、中海のふたつの潟湖と弓ヶ浜半島が連なる。平野の西は大社湾に面し、海岸に面して出雲砂丘と浜山砂丘の2条の砂丘列がある。中国山地に源流のある斐伊川と神戸川が形成した沖積平野で、斐伊川は、平野中央部を東進し宍道湖に流れ、神戸川は平野を西進し日本海（大社湾）に流れ、それら河川による三角州および扇状地によって構成された沖積平野である。
冬は、日本海からの強い北西季節風が吹きつけ、出雲平野の広い水田景観に、屋敷林・防風林として、天辺を平らに刈揃え築地松を備えている家屋敷が散在する、「散村景観」が特徴である。
斐伊川流域では、近世を中心に鉄穴流しによる砂鉄採取とたたら製鉄が盛んに行われ、それに伴う排土が近世以降に平野を急激に拡大させた。江戸時代には、人工的な河道の付け替えが頻繁に行われており、その痕跡は平野表層の微高地列として残っている。河道の付け替えは、土砂堆積によって天井河川化すると洪水の危険性が高いことから、治水を目的に事前に流路を変えて新河道を作ることと、河口部の宍道湖の浅瀬を斐伊川が運搬する埋め立てて水田を広げるという2つの目的があった。
神戸川流域には三瓶火山があり、約5,000年前と約4,000年前の火山活動期に供給された土砂が平野西部の原形を構成している。
出雲平野の周囲には、出雲大社境内遺跡や荒神谷遺跡などの極めて特徴的な遺跡が存在する。原始から古代において、この地域には独自の文化圏が形成されていたと考えられており、古代出雲文化と称される。出雲神社が縄文的と言われる中、縄文遺跡が多くは存在していない理由についてはわかっていない。